# Leptoconops californiensis
Leptoconops californiensis är en tvåvingeart som beskrevs av Wirth och Atchley 1973. Leptoconops californiensis ingår i släktet Leptoconops och familjen svidknott.
Artens utbredningsområde är Kalifornien. Inga underarter finns listade i Catalogue of Life.